# Gō Ōiwa
Gō Ōiwa (大岩 剛?, Ōiwa Gō; Shimizu, 23 giugno 1972) è un allenatore di calcio ed ex calciatore giapponese, di ruolo difensore, commissario tecnico della Nazionale Under-23 giapponese.

## Palmarès

### Calciatore

#### Club

##### Competizioni nazionali
- Campionato giapponese: 4

Kashima Antlers: 2002, 2007, 2008, 2009
- Coppa dell'Imperatore: 4

Nagoya Grampus: 1995, 1999
Kashima Antlers: 2007, 2010

### Allenatore

#### Club

##### Competizioni nazionali
- Supercoppa del Giappone: 1

Kashima Antlers: 2017

#### Competizioni internazionali
- AFC Champions League: 1

Kashima Antlers: 2018

#### Nazionale
- Coppa d'Asia Under-23: 1

2024